# 宗清皇一
宗清 皇一（むねきよ こういち、1970年〈昭和45年〉8月9日 - ）は、日本の政治家。
復興大臣政務官兼内閣府大臣政務官（第1次岸田内閣・第2次岸田内閣）、経済産業大臣政務官兼内閣府大臣政務官（菅義偉内閣）、衆議院議員（3期）、大阪府議会議員（2期）、自由民主党大阪府支部連合会会長などを歴任。

## 来歴

### 生い立ち
1970年8月9日、大阪府東大阪市出身。大阪府立花園高等学校を経て、龍谷大学文学部文学科英文学専攻卒業。卒論テーマはアーサー・ミラーの『セールスマンの死』。学士（文学）の学位を取得。民間企業勤務を経て塩川正十郎（自由民主党代議士）事務所入り、塩川正十郎が第1次小泉純一郎政権で財務大臣に就任した際には公設秘書に起用されている。

### 政治家として
2003年に塩川が政界の第一線から退いた後、2006年に大阪府議会東大阪市選挙区補欠選挙に無所属で立候補したが、西野弘一、朽原亮に敗れ、次点で落選。しかし、2007年には大阪府議会議員選挙に立候補して東大阪市選挙区にて2位で初当選した。2011年にも大阪府議会議員選挙で2度目の当選。大阪府議会では平成24年度に都市住宅常任委員会委員長を務めている。
2012年に自由民主党の大阪府第13区支部長に選任され、衆議院議員総選挙候補者となる。2014年12月2日、第47回衆議院議員総選挙告示日を迎えて大阪府第13区立候補者の届出を行った時点で大阪府議会議員を自動失職した。12月14日の投開票では91,931票を獲得して初当選した。12月15日に当選証書の交付を受けた。
2017年の第48回衆議院議員総選挙で2選。
2020年9月菅義偉内閣において経済産業大臣政務官兼内閣府大臣政務官に就任。続く岸田内閣でも復興大臣政務官兼内閣府大臣政務官に就任した。
2021年の第49回衆議院議員総選挙では小選挙区で日本維新の会新人の岩谷良平に敗れ、比例復活で3選（惜敗率83.7%）。同選挙では自民党大阪府連会長の原田憲治が落選し、会長を辞任。後任の会長人事を巡っては宗清が「政務官の仕事があり難しい」と述べるなど調整が難航していると報じられていたが、12月4日に宗清が府連会長に選出された。2023年5月、前月の第20回統一地方選挙での敗北を受け、府連会長を辞任した。
2024年8月19日、小林鷹之は国会内で記者会見を開き、任期満了に伴う自由民主党総裁選挙に立候補する意向を表明。記者会見には宗清ら24人の国会議員が同席した。
2024年10月27日の第50回衆議院議員総選挙では小選挙区で岩谷に敗れ、政治資金問題の影響で比例名簿に登載されていなかったため落選。

## 人物・不祥事

### 政治資金パーティー収入の裏金問題
2024年2月13日、自民党は、政治資金パーティーをめぐる裏金問題で、党所属のすぺての国会議員らを対象に実施したアンケートの集計結果を公表した。宗清の5年間の不記載額は計1408万円であることが明らかとなった。
同年4月4日、自民党は党紀委員会を開き、宗清を半年間の党役職停止とする処分を決定した。
同年5月14日、衆議院政治倫理審査会は、裏金事件に関与しながら同審査会で弁明していない自民党議員44人に出席と説明を求める野党の申立てを全会一致で可決した。同月17日、参議院政治倫理審査会も同様に、弁明していない議員29人に出席と説明を求める申立てを全会一致で可決した。宗清を含む関係議員73人は全員出席を拒否し、6月23日に通常国会は閉会した。
同年12月26日、東京地検特捜部は政治資金規正法違反の疑いで告発された宗清を嫌疑不十分で不起訴とした。

### 旧統一教会との関係
ジャーナリストの鈴木エイトが作成した「旧統一教会関連団体と関係があった現職国会議員168人」によれば、旧統一教会関連団体との関係について、2017年11月に大阪のなみはやドームで開催された教団系のイベント「考情ファミリーフェスティバル in OSAKA」に秘書が代理出席していたとされる。

### その他
- 選択的夫婦別姓制度の導入に反対[32][33]。

- 喫煙者であり、超党派の愛煙家国会議員からなる議員連盟「もくもく会」に所属している[34]。

## 所属団体・議員連盟
- 自民党たばこ議員連盟[35]
- もくもく会[34]
- 文化芸術懇話会[36]

## 選挙歴
| 当落 | 選挙                         | 執行日         | 年齢 | 選挙区         | 政党       | 得票数    | 得票率 | 定数 | 得票順位 /候補者数 | 政党内比例順位 /政党当選者数 |
| ---- | ---------------------------- | -------------- | ---- | -------------- | ---------- | --------- | ------ | ---- | ------------------ | ---------------------------- |
| 落   | 2006年大阪府議会議員補欠選挙 | 2006年8月6日   | 35   | 東大阪市選挙区 | 無所属     | 1万7413票 | 21.34% | 2    | 3/5                | /                            |
| 当   | 2007年大阪府議会議員選挙     | 2007年4月8日   | 36   | 東大阪市選挙区 | 自由民主党 | 2万5107票 | ーー   | 7    | 2/8                | /                            |
| 当   | 2011年大阪府議会議員選挙     | 2011年4月10日  | 40   | 東大阪市選挙区 | 自由民主党 | 2万8577票 | ーー   | 6    | 3/8                | /                            |
| 当   | 第47回衆議院議員総選挙       | 2014年12月14日 | 44   | 大阪府第13区   | 自由民主党 | 9万1931票 | 49.31% | 1    | 1/3                | /                            |
| 当   | 第48回衆議院議員総選挙       | 2017年10月22日 | 47   | 大阪府第13区   | 自由民主党 | 7万4662票 | 41.19% | 1    | 1/5                | /                            |
| 比当 | 第49回衆議院議員総選挙       | 2021年10月31日 | 51   | 大阪府第13区   | 自由民主党 | 8万5321票 | 40.60% | 1    | 2/3                | 6/7                          |
| 落   | 第50回衆議院議員総選挙       | 2024年10月27日 | 54   | 大阪府第13区   | 自由民主党 | 6万9600票 | 36.51% | 1    | 2/4                | /                            |